# مركز التجارة العالمي (فلم 2006)
مركز التجارة العالمي هو فيلم دراما تم إنتاجه في ألمانيا والمملكة المتحدة وصدر في سنة 2006. الفيلم من إخراج أوليفر ستون من بطولة نيكولاس كيج وماريا بيلو ومايكل بينا وماغي جيلنهال وستيفن دورف.

## القصة
في الحادي عشر من سبتمبر 2001، تم إرسال أفراد من شرطة هيئة الموانئ إلى وسط مدينة مانهاتن ردًا على اصطدام طائرة بالبرج الشمالي لمركز التجارة العالمي. علم الضباط أثناء الطريق أن البرج الجنوبي تعرض أيضًا لضربة من طائرة أخرى. قام الرقيب جون ماكلولين، المخضرم في تفجيرات عام 1993، بتجميع مجموعة من المتطوعين؛ الضباط أنطونيو رودريجيز، وويل جيمينو، ودومينيك بيزولو، لاستعادة معدات الإنقاذ من المبنى رقم 5. وانضم إليهم الضابط كريستوفر أموروسو.
بينما يستعد الضباط الخمسة لدخول البرج الشمالي من القاعة، يبدأ البرج الجنوبي في الانهيار عليهم، ويدرك ماكلولين أن فرصتهم الوحيدة للنجاة هي الاحتماء في بئر المصعد. ماكلولين وجيمينو وبيزولو هم الناجون الوحيدون، لكنهم محاصرون تحت الأنقاض. يحاول بيزولو تحرير جيمينو، الذي تم تثبيت نصفه السفلي، لكنه يفشل. يستمع ماكلولين، الذي تم تثبيته أيضًا، عاجزًا بينما يبدأ البرج الشمالي في الانهيار. يُصاب بيزولو بجروح قاتلة عندما سحقت لوح خرساني جذعه، لكنه تمكن من إطلاق سلاحه الجانبي مرة واحدة في الهواء، في محاولة لتنبيه رجال الإنقاذ إلى مكان وجودهم قبل وفاتهم مباشرة. يقضي جيمينو وماكلولين ساعات مؤلمة ومرعبة تحت الأنقاض يخبران بعضهما البعض عن حياتهما. في غضون ذلك، تحاول أسرتيهما معرفة ما إذا كانا لا يزالان على قيد الحياة.

## الإنتاج

### الدقة التاريخية
لقد شارك ضباط شرطة هيئة الموانئ الذين لعب دورهم نيكولاس كيج ومايكل بينيا، وجون ماكلولين وويل جيمينو، وزوجاتهم، اللتان لعبتا دورهما ماريا بيلو وماغي جيلنهال، في كتابة الفيلم وإنتاجه بشكل عام. وقد صرح جون ماكلولين وويل جيمينو بأنهما أرادا أن يتم إنتاج الفيلم لتكريم رجال الإنقاذ ورفاقهم الذين لقوا حتفهم في الحادي عشر من سبتمبر، وليس لتحقيق مكاسب شخصية.
قالت زوجة ماكلولين دونا: "لقد شاركنا لأننا شعرنا أنه يجب القيام بالأمر بدقة. أردنا أن نفعل الشيء الصحيح وأعتقد أن صناع الفيلم أرادوا أن يفعلوا الشيء الصحيح أيضًا". يظهر كل من جون ماكلولين وويل جيمينو في نهاية الفيلم أثناء مشهد الشواء.

## شخصيات غير خيالية
تخرج جون ماكلولين من جامعة ولاية نيويورك في أوسويغو، حيث كان عضوًا في جماعة سيجما تاو تشي. تم إنقاذه بعد 22 ساعة، وكان التاسع عشر من 20 شخصًا تم انتشالهم من تحت الأنقاض أحياء. أبقاه الأطباء في غيبوبة مستحثة لمدة ستة أسابيع. خضع لـ 27 عملية جراحية وقضى ما يقرب من ثلاثة أشهر في المستشفى وإعادة التأهيل. بعد أربعة أشهر من إنقاذهما، شارك ماكلولين وجيمينو -اللذان تقاعدا منذ ذلك الحين- في احتفال في جراوند زيرو لمشاهدة إزالة العمود الأخير. عندما خرج جميع الضباط بالزي الرسمي من الحفرة، كان آخر اثنين هما ماكلولين وجيمينو. في 11 يونيو 2002، حصل ماكلولين على وسام الشرف من هيئة الموانئ. كان يقيم في جوشين، نيويورك.

## الميزانية والإيرادات
بلغت تكلفة إنتاج الفيلم نحو 65 مليون دولار بينما حقق إيرادات تقدر بـ 163 مليون دولار.

## وصلات خارجية
- مقالات تستعمل روابط فنية بلا صلة مع ويكي بيانات